# Spanyol kőszáli kecske
A spanyol kőszáli kecske (Capra pyrenaica) az emlősök (Mammalia) osztályának párosujjú patások (Artiodactyla) rendjébe, ezen belül a tülkösszarvúak (Bovidae) családjába és a kecskeformák (Caprinae) alcsaládjába tartozó faj.

## Alfajai
Négy alfaja van, melyek a méretük és előfordulási helyük mellett a szarvuk formájában különböznek egymástól. A párzási idő mindegyik alfaj esetében általában november elejétől december elejéig tart.
- délkelet-spanyol kőszáli kecske (Capra pyrenaica hispanica) Schimper, 1848 - Teste és szarva általában kisebb mint a beceite vagy a gredos kőszáli kecskéé. A rondai kőszáli kecskéhez képest testmérete valamivel nagyobb. Előfordulási területe a Sierra Nevada (Spanyolország), Tejada hegyei Spanyolország délkeleti vidékén van.
- rondai kőszáli kecske (Capra pyrenaica lusitanica)  - Ez a legkisebb méretű, ugyanakkor egyes példányai esetében ennek a legvastagabb szarvai. Málaga tartományban, a Rondai-hegységben fordul elő.
- Beceite kőszáli kecske (Capra pyrenaica pyrenaica) - Ez  a legnagyobb méretű a négy alfaj közül, és a színe is ennek a legsötétebb. Továbbá a legnagyobb szarvakkal rendelkezik. A szarvai spirál alakban csavarodnak, de 180°-nál kisebb mértékben.  Északkelet-Spanyolországban él, elsősorban a Beceite és a Tortosa hegyeken.
- gredos kőszáli kecske (Capra pyrenaica victoriae) Cabrera, 1911 - A második legnagyobb testű és szarvú alfaj. Szarvának vonala először kifele, aztán felfele, majd egy csavarodás után ismét felfele mutat. Spanyolország nyugati, középső területein él, a Gredos és a Batuecas hegységben.